# XII legislatura del Parlamento de Andalucía
La xii legislatura del Parlamento de Andalucía comenzó el 14 de julio de 2022 cuando, tras la celebración de las elecciones autonómicas del mismo año, se constituyó el Parlamento de Andalucía en el Salón de Plenos. Le precedió la xi legislatura y será sucedida por la xiii legislatura.

## Inicio de la legislatura

### Constitución del Parlamento de Andalucía
Tras las elecciones al Parlamento de Andalucía celebradas el 19 de junio de 2022, el PP-A ganó por segunda vez en su historia las elecciones, la primera con mayoría absoluta en la cámara. Debido a ello, los votos de Partido Popular propiciaron que Jesús Aguirre Muñoz, consejero andaluz de Salud y Familias del PP-A en funciones, se alzase con la Presidencia del Parlamento de Andalucía, siendo la primera vez en la historia que el PP-A lograba presidir la cámara. Además el Partido Popular obtuvo la vicepresidencia primera y las secretarías primera y tercera, frente a los dos puestos socialistas, vicepresidencia segunda y secretaría segunda, y 1 de Vox, vicepresidencia tercera, obteniendo una mayoría en la mesa.
El Parlamento de Andalucía quedó constituido el jueves 14 de julio de 2022. Ese mismo día también fueron designados los miembros de la Mesa del Parlamento. Jesús Aguirre Muñoz, del Partido Popular, fue elegido Presidente del Parlamento de Andalucía con 58 votos favorables, provenientes de su partido, frente a los 51 votos en blanco del resto de formaciones políticas.
Además, por el acuerdo político que rige la composición de la mesa del Parlamento de Andalucía, Alejandra Durán, de Por Andalucía, fue nombrada representante del Grupo Parlamentario con voz pero sin voto.
| Cargo                                                          | Titular                       | Partido       |
| Presidente                                                     | Jesús Ramón Aguirre Muñoz     | PP-A          |
| Vicepresidenta primera                                         | Ana María Mestre García       | PP-A          |
| Vicepresidenta segunda                                         | Irene García Macías           | PSOE-A        |
| Vicepresidenta tercera                                         | María Mercedes Rodríguez      | Vox Andalucía |
| Secretario primero                                             | Manuel Andrés González Rivera | PP-A          |
| Secretario segundo                                             | Noel López Linares            | PSOE-A        |
| Secretario tercero                                             | José Ramón Carmona Sánchez    | PP-A          |
| Representante de Grupo Parlamentario en la Mesa del Parlamento | Esperanza Gómez Corona        | Por Andalucía |

### Formación de los grupos parlamentarios
El plazo para la constitución de los grupos parlamentarios, regulado por el artículo 21.1 del Reglamento del Parlamento, finalizó el jueves 21 de julio en el cual, mediante un escrito dirigido a la Mesa de la Cámara que irá firmado por quienes deseen constituir el Grupo parlamentario, debió constar la denominación de este, los nombres de todos sus miembros, así como su Portavoz titular y un máximo de dos adjuntos, según lo dispuesto en el artículo 21.2 del citado reglamento. Finalizado el plazo se formaron los siguientes grupos parlamentarios.
| Grupo Parlamentario             | Grupo Parlamentario | Integrantes                                             | Portavoz            | Líder               | Diputados |
|                                 | Popular Andaluz     | Partido Popular Andaluz (PP-A)                          | Antonio Martín      | Juan Manuel Moreno  | 58        |
|                                 | Socialista          | Partido Socialista Obrero Español de Andalucía (PSOE-A) | Mª Ángeles Férriz   | Juan Espadas        | 30        |
|                                 | Vox en Andalucía    | Vox                                                     | Manuel Gavira       | Manuel Gavira       | 14        |
|                                 | Por Andalucía       | Por Andalucía (PorA)                                    | Inmaculada Nieto    | Inmaculada Nieto    | 5         |
|                                 | Mixto               | Adelante Andalucía (AA)                                 | José Ignacio García | José Ignacio García | 2         |
| Fuente: Parlamento de Andalucía |                     |                                                         |                     |                     |           |

### Diputación permanente
| Miembros de la Diputación Permanente del Parlamento de Andalucía | Miembros de la Diputación Permanente del Parlamento de Andalucía | Miembros de la Diputación Permanente del Parlamento de Andalucía | Miembros de la Diputación Permanente del Parlamento de Andalucía |
| Nombre                                                           | Cargo                                                            | G.P.                                                             | G.P.                                                             |
| Miembros de la Mesa                                              | Miembros de la Mesa                                              | Miembros de la Mesa                                              | Miembros de la Mesa                                              |
| ---------------------------------------------------------------- | ---------------------------------------------------------------- | ---------------------------------------------------------------- | ---------------------------------------------------------------- |
| Jesús Ramón Aguirre Muñoz                                        | Presidente                                                       |                                                                  |                                                                  |
| Ana María Mestre García                                          | Vicepresidenta Prmera                                            |                                                                  |                                                                  |
| Irene García Macías                                              | Vicepresidenta Segunda                                           |                                                                  |                                                                  |
| María Mercedes Rodríguez                                         | Vicepresidenta Tercera                                           |                                                                  |                                                                  |
| Manuel Andrés González Rivera                                    | Secretario Primero                                               |                                                                  |                                                                  |
| Noel López Linares                                               | Secretario Segundo                                               |                                                                  |                                                                  |
| José Ramón Carmona Sánchez                                       | Secretario Tercero                                               |                                                                  |                                                                  |
| Esperanza Gómez Corona                                           | Representante del G.P.                                           |                                                                  |                                                                  |
| Vocales y Vocales Suplentes                                      |                                                                  |                                                                  |                                                                  |
| Miembros                                                         | Grupo Parlamentario                                              | Grupo Parlamentario                                              | Grupo Parlamentario                                              |
| María Isabel Lozano Moral                                        | GP Popular 20 Miembros (16 + 4 en mesa)                          |                                                                  |                                                                  |
| Antonio Martín Iglesias                                          | GP Popular 20 Miembros (16 + 4 en mesa)                          |                                                                  |                                                                  |
| María Esperanza Oña Sevilla                                      | GP Popular 20 Miembros (16 + 4 en mesa)                          |                                                                  |                                                                  |
| María Pilar Pintor Alonso                                        | GP Popular 20 Miembros (16 + 4 en mesa)                          |                                                                  |                                                                  |
| Antonio Jesús Repullo Milla                                      | GP Popular 20 Miembros (16 + 4 en mesa)                          |                                                                  |                                                                  |
| Pablo José Venzal Contreras                                      | GP Popular 20 Miembros (16 + 4 en mesa)                          |                                                                  |                                                                  |
| Araceli Cabello Cabrera                                          | GP Popular 20 Miembros (16 + 4 en mesa)                          |                                                                  |                                                                  |
| Berta Sofía Centeno García                                       | GP Popular 20 Miembros (16 + 4 en mesa)                          |                                                                  |                                                                  |
| Erik Domínguez Guerola                                           | GP Popular 20 Miembros (16 + 4 en mesa)                          |                                                                  |                                                                  |
| Pablo García Pérez                                               | GP Popular 20 Miembros (16 + 4 en mesa)                          |                                                                  |                                                                  |
| José Ricardo García Román                                        | GP Popular 20 Miembros (16 + 4 en mesa)                          |                                                                  |                                                                  |
| Trinidad Herrera Lorente                                         | GP Popular 20 Miembros (16 + 4 en mesa)                          |                                                                  |                                                                  |
| María Beatriz Jurado Fernández de Córdoba                        | GP Popular 20 Miembros (16 + 4 en mesa)                          |                                                                  |                                                                  |
| Virginia Pérez Galindo                                           | GP Popular 20 Miembros (16 + 4 en mesa)                          |                                                                  |                                                                  |
| Alejandro Romero Romero                                          | GP Popular 20 Miembros (16 + 4 en mesa)                          |                                                                  |                                                                  |
| Antonio Saldaña Moreno                                           | GP Popular 20 Miembros (16 + 4 en mesa)                          |                                                                  |                                                                  |
| Juan Espadas Cejas                                               | GP Socialista 10 Miembros (8 + 2 en mesa)                        |                                                                  |                                                                  |
| María de los Ángeles Férriz Gómez                                | GP Socialista 10 Miembros (8 + 2 en mesa)                        |                                                                  |                                                                  |
| María Márquez Romero                                             | GP Socialista 10 Miembros (8 + 2 en mesa)                        |                                                                  |                                                                  |
| José Aurelio Aguilar Román                                       | GP Socialista 10 Miembros (8 + 2 en mesa)                        |                                                                  |                                                                  |
| María Isabel Ambrosio Palos                                      | GP Socialista 10 Miembros (8 + 2 en mesa)                        |                                                                  |                                                                  |
| María del Pilar Navarro Rodríguez                                | GP Socialista 10 Miembros (8 + 2 en mesa)                        |                                                                  |                                                                  |
| Gerardo Sánchez Escudero                                         | GP Socialista 10 Miembros (8 + 2 en mesa)                        |                                                                  |                                                                  |
| José Luis Sánchez Teruel                                         | GP Socialista 10 Miembros (8 + 2 en mesa)                        |                                                                  |                                                                  |
| Manuel Gavira Florentino                                         | GP Vox Andalucía 4 Miembros (3 + 1 en mesa)                      |                                                                  |                                                                  |
| Rodrigo Javier Alonso Fernández                                  | GP Vox Andalucía 4 Miembros (3 + 1 en mesa)                      |                                                                  |                                                                  |
| Javier Cortés Lucena                                             | GP Vox Andalucía 4 Miembros (3 + 1 en mesa)                      |                                                                  |                                                                  |
| Inmaculada Nieto Castro                                          | GP Por Andalucía 2 Miembros (1 + 1 en mesa)                      |                                                                  |                                                                  |
| José Ignacio García Sánchez                                      | GP Mixto 2 Miembros                                              |                                                                  |                                                                  |
| María Isabel Mora Grande                                         | GP Mixto 2 Miembros                                              |                                                                  |                                                                  |
| Fuente: Parlamento de Andalucía                                  |                                                                  |                                                                  |                                                                  |

### Investidura
La propuesta de candidato a la Presidencia de la Junta de Andalucía por parte de la Presidenta del Parlamento, contemplada en los artículos 118.2 del Estatuto de Autonomía de Andalucía y el 138.1 del Reglamento del Parlamento, marca como fecha límite el jueves 4 de agosto. Tras la ronda de consultas con los distintos grupos parlamentarios, el pleno de investidura se celebró el 20 y 21 de julio. En éste, Juan Manuel Moreno Bonilla renovó su cargo como Presidente de la Junta de Andalucía gracias a los 58 votos a favor de su partido.
| Candidato          | Fecha                                                    | Voto |    |    |    |   |   | Total  |
| ------------------ | -------------------------------------------------------- | ---- | -- | -- | -- | - | - | ------ |
| Juan Manuel Moreno | 21 de julio de 2022 Mayoría requerida: absoluta (55/109) | Sí   | 58 |    |    |   |   | 58/109 |
| Juan Manuel Moreno | 21 de julio de 2022 Mayoría requerida: absoluta (55/109) | No   |    | 30 |    | 5 | 2 | 37/109 |
| Juan Manuel Moreno | 21 de julio de 2022 Mayoría requerida: absoluta (55/109) | Abs. |    |    | 13 |   |   | 13/109 |
| Juan Manuel Moreno | 21 de julio de 2022 Mayoría requerida: absoluta (55/109) | Aus. |    |    | 1  |   |   | 1/109  |
| Fuentes:           |                                                          |      |    |    |    |   |   |        |

## Desarrollo de la legislatura

### Senadores designados en representación de Andalucía
| Titular                              | Partido       | Fecha de alta como senador | Fecha de baja como senador |
| Francisco Javier Arenas Bocanegra    | PP-A          | 28 de julio de 2022        | —                          |
| Elías Bendodo Benasayag              | PP-A          | 28 de julio de 2022        | —                          |
| Juan Bravo Baena                     | PP-A          | 28 de julio de 2022        | —                          |
| Susana Díaz Pacheco                  | PSOE-A        | 28 de julio de 2022        | —                          |
| Juan Espadas Cejas                   | PSOE-A        | 28 de julio de 2022        | —                          |
| María José García-Pelayo Jurado      | PP-A          | 28 de julio de 2022        | —                          |
| Víctor González Fernández            | PSOE-A        | 28 de julio de 2022        | —                          |
| María José Rodríguez de Millán Parro | Vox Andalucía | 28 de julio de 2022        | —                          |
| María Teresa Ruiz-Sillero Bernal     | PP-A          | 28 de julio de 2022        | —                          |